# 다나오스
다나오스(Danaus)는 그리스 신화에 나오는 벨로스와 안키노에의 아들이다. 아이깁토스의 쌍둥이 동생이다. 아이깁토스에게는 50명의 아들이 있었고, 다나오스에게는 50명의 딸이 있었다. 아버지가 죽자 형제 사이에 왕권다툼이 일어나, 다나오스는 딸들을 데리고 조상들의 땅인 그리스의 아르고스로 가 그곳 왕 겔리노르에게서 왕위를 물려받았다. 그러나 아이깁토스의 50명의 아들이 찾아와서 그의 딸들에게 결혼할 것을 강요하자, 다나오스는 딸들에게 단도를 주어, 결혼 첫날밤에 남편의 목을 베도록 명하였다. 딸들은 한 사람을 제외하고는 모두 이 명령을 따랐기 때문에, 지옥에서 구멍 뚫린 물통에다 물을 부어 채워야 하는 영겁의 벌을 받았다. 다나오스는 결국 유일하게 살아 남은 사위 린케우스의 손에 죽었다.